# Фальцованная бумага

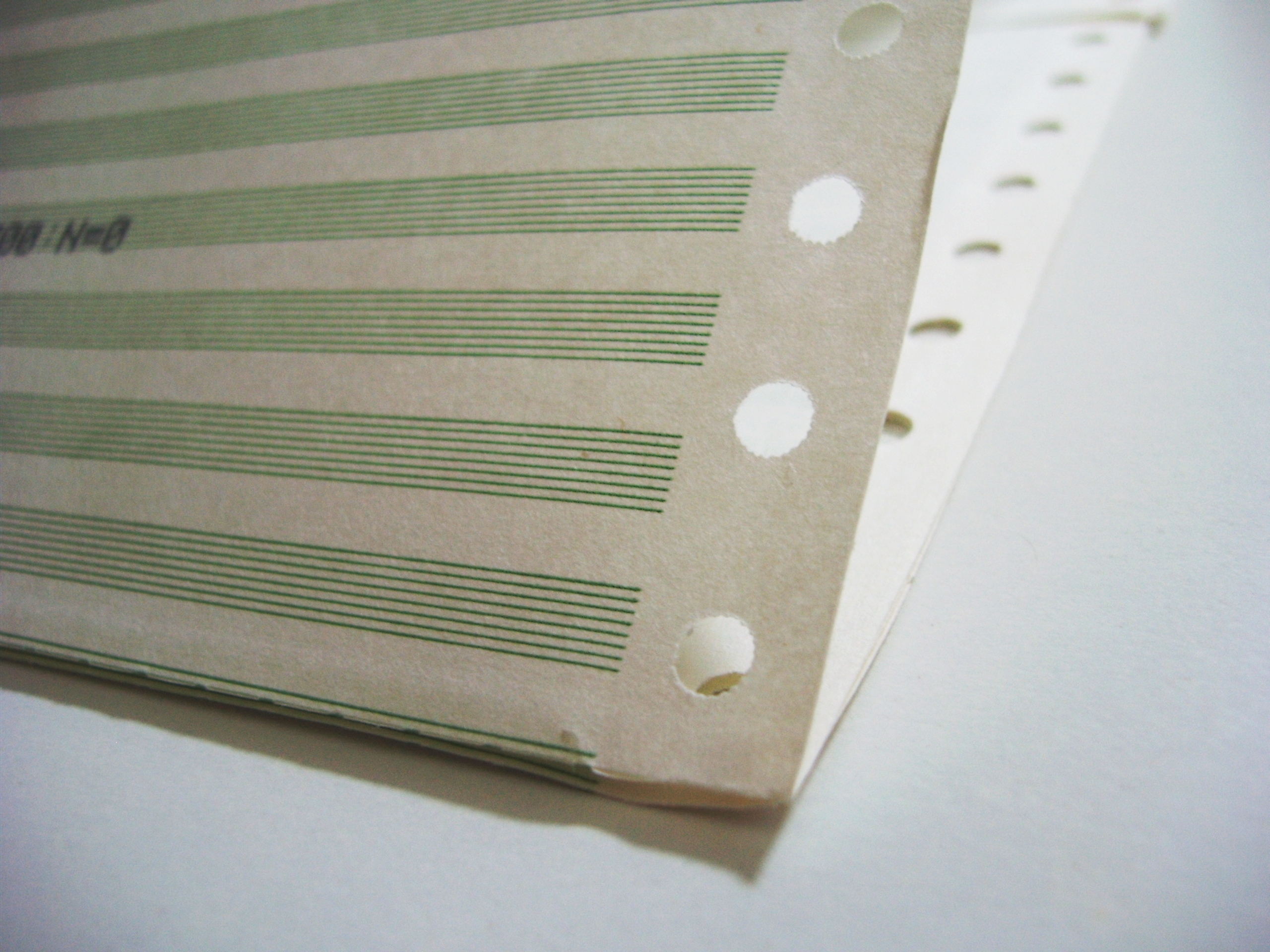
Фальцованная бумага

Фальцованная бумага (англ. z-fold paper, fanfold paper, zig-zag fold paper, tractor feed paper, continuous paper, continuous stationery, sprocket feed paper, pin feed paper) — особым образом перфорированная бумага, предназначенная для использования в некоторых типах печатных устройств, в частности, матричных и барабанных принтерах.

## Форма
Фальцованная бумага представляет собой непрерывный лист значительной длины, особым образом перфорированный через регулярные интервалы; ряды перфораций служат горизонтальными границами отдельных листов, по которым бумага «гармошкой» складывается в стопу, а также линиями отрыва. Перфорирование производится специальным образом, так, что когда бумага разложена из стопы в непрерывный лист, края горизонтальной перфорации сходятся и закрываются, не позволяя принтеру «зажевать» бумагу.
Вдоль боковых границ листа также пробит ряд 4-мм отверстий с интервалом в ½ дюйма, которые захватываются специальными звёздочками на подающем валу принтера. В некоторых случаях направляющие отверстия отделены от остальной части листа вертикальными рядами перфорации, что позволяет легко оторвать полоску с ними от листа с распечатанной информацией для придания распечатке более аккуратного вида.

## Виды

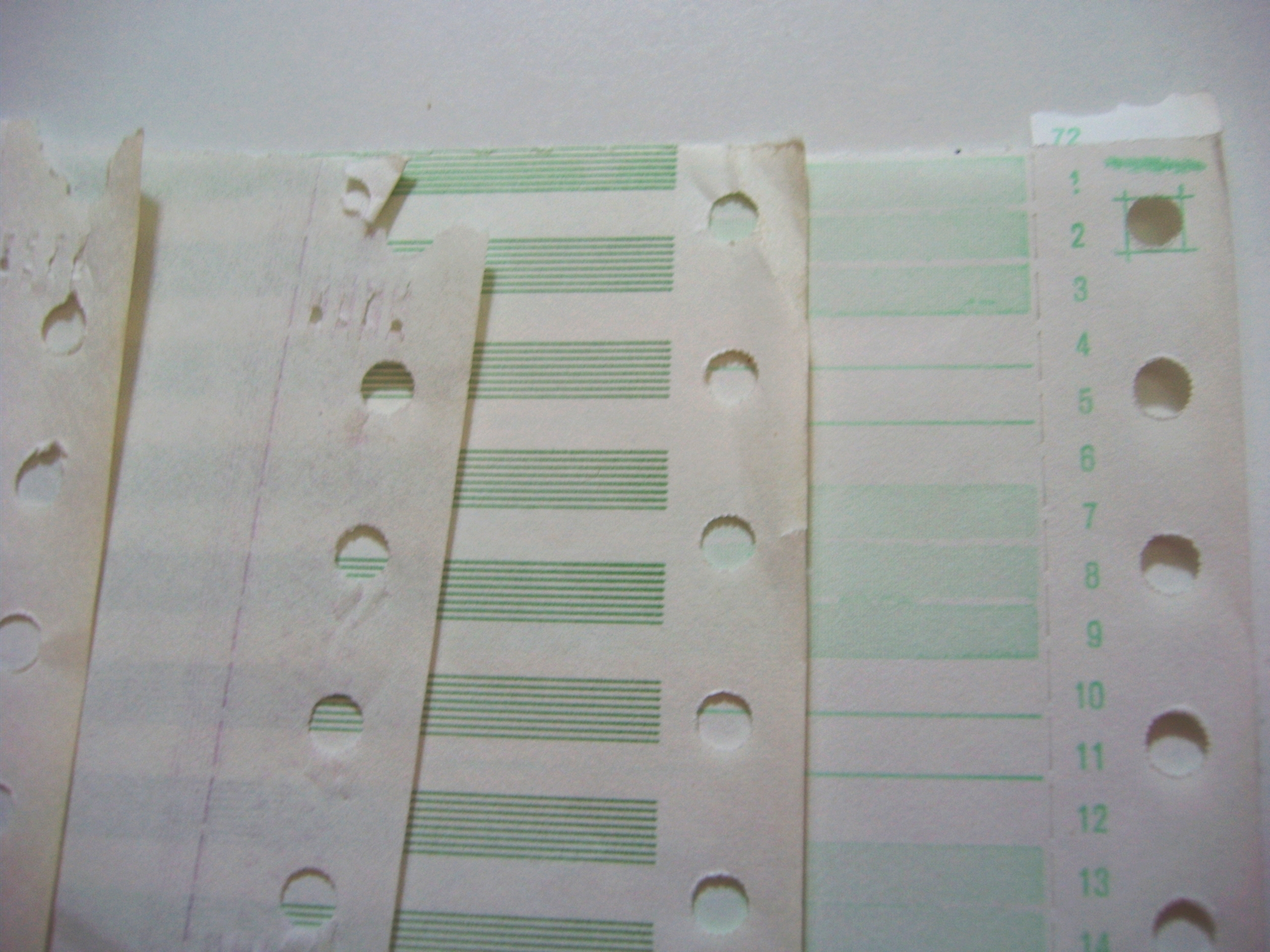
Линованная фальцованная бумага

Высококлассная фальцованная бумага имеет очень мелкую перфорацию, что обеспечивает гладкую линию отрыва, а также снабжена вертикальной перфорацией вдоль ряда направляющих отверстий. Более дешёвая бумага использует щелевую перфорацию, и часто несёт периодически повторяющиеся полосы зелёного цвета для облегчения следования взгляда, читающего за табличными данными.
Производится также многослойная фальцованная самокопирующая бумага, позволяющая отпечатывать несколько копий документа за один проход.
Наиболее часто встречаются форматы:
- 210 х 305 мм (8.3 х 12 дюймов)
- 420 х 305 мм (16.6 х 12 дюймов)
- 241×279 мм (9.5 x 11 дюймов)
- 381×279 мм (15 x 11 дюймов)

## Стандарты
- ГОСТ 23415-79 — Лента бумажная с транспортными отверстиями. Общие технические условия.